# Franz Eng

Franz Eng (1990)

Franz Eng (* 19. Juli 1928 in Olten; † 17. März 2022; heimatberechtigt in Stüsslingen) war ein Schweizer Politiker (FDP).

## Leben
Eng besuchte das Kollegium in Schwyz und studierte anschliessend an der Universität Bern Recht, wo er 1956 zum Dr. iur. promovierte.  Ab 1965 war er als Wirtschaftsanwalt mit eigenem Büro in Solothurn tätig. Von 1964 bis 1977 war Eng Gemeindeammann in Günsberg und von 1965 bis 1973 gehörte er dem solothurnischen Kantonsrat an. Er sass von 1971 bis 1987 im Nationalrat, welchen er 1983 präsidierte. Neben der Tätigkeit als Chef der FDP-Fraktion sass er in verschiedenen Kommissionen, unter anderem Finanzen, Geschäftsprüfung, Aussenwirtschaft und Verkehr.
Eng war 1990 im Rahmen der Fichenaffäre Sonderbeauftragter für die Einsichtnahme in die 4900 Fichen des EMD. Von 1976 bis 1990 war er Präsident des Schweizerischen Verbands konzessionierter Automobilunternehmungen sowie von 1977 bis 1984 der Interessengemeinschaft öffentlicher Verkehr. Er sass zudem im Verwaltungsrat verschiedener Firmen, unter anderem der AEK Energie, Ascom und Atel Holding.
Seit 1983 war Eng Ehrenbürger der Gemeinde Günsberg. Er war der Vater des Solothurner Staatsschreibers und vormaligen Kantonsrats Andreas Eng.